# Amine Gülşe Özil
Amine Gülşe Özil (Gotemburgo, 30 de abril de 1993) es una actriz, modelo y ganadora de certámenes de belleza turco-sueca, nacida y criada en Suecia. Fue coronada como Miss Turquía 2014 y representó a su país en el certamen de Miss Mundo 2014.

## Vida y carrera

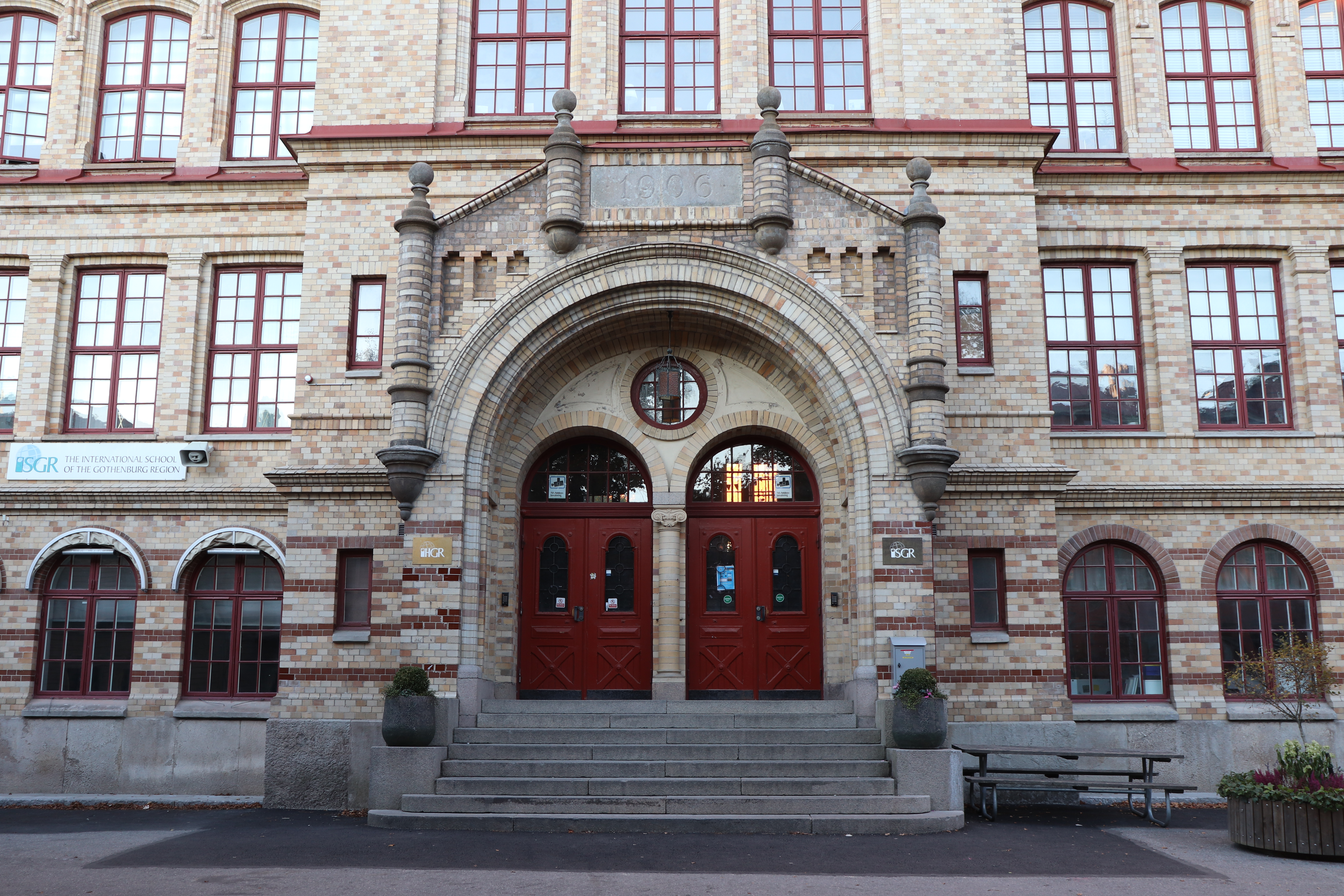
Se graduó del International High School of the Gothenburg Region en 2012.

Amine Gülşe nació y creció en Gothenburg, Suecia. Su madre es de Esmirna (Turquía) y su padre es un turcomano iraquí de Kirkuk (Irak) y tiene un hermano llamado Şahan Gülşe. Se graduó del International High School of the Gothenburg Region en 2012.
Se trasladó a Estambul para trabajar como actriz y modelo. Participó en la serie de televisión turca de 2015 Asla Vazgeçmem. En 2017, Amine comenzó a salir con el futbolista alemán Mesut Özil. Su compromiso con Özil fue anunciado en enero de 2019. La pareja se casó el 7 de junio de 2019. El presidente turco Recep Tayyip Erdoğan fue el testigo. En marzo de 2020, la pareja confirmó el nacimiento de su primer hijo, una hija llamada Eda. Su segunda hija, llamada Ela, nació en septiembre de 2022.

## Certámenes de belleza

### Miss Turquía 2014
Gülşe ganó el título de Miss Turquía 2014 y fue coronada como Miss Mundo Turquía. Después de un año, coronó a Ecem Cirpan como su sucesora.

### Miss Mundo 2014
Amine compitió en Miss Mundo 2014 pero no logró clasificar en las finales.

## Filmografía

### Televisión
- 2014 Medcezir, Ella misma, aparición especial.
- 2015-16 Asla Vazgeçmem, Nur Kozan, papel principal.
- 2017 İkisini de Sevdim, Suna, papel principal.

### Cine
- 2020 Bir Türk Masalı, Peri, papel principal